# 왕후 심청
《왕후 심청》(영어: Empress Chung)은 한국에서 제작된 신능균 감독의 2005년 애니메이션, 가족, 판타지 영화이다. 강희선, 김도현, 탁원제 등이 주연으로 출연하였다.

## 시놉시스
유명한 어느 한국 설화에 기반한 모험 속에 딸이 자기 자신을 희생하여 장님 아버지의 시력을 회복시키는 이야기이다.

## 개봉
2005년 8월 12일 왕후 심청은 대한민국과 조선민주주의인민공화국 두 곳에서 동시 개봉된 최초 영화가 되었다. 이 영화는 2004년 안시 국제 애니메이션 영화제를 장식하였으며 한국에서 여러 상을 받았다.

## 출연
- 강희선 - 심청
- 김도현 - 심청의 아버지
- 탁원제 - 이러나 대감
- 최문자 - 뺑덕 어멈
- 유지영 - 뺑덕
- 황원 - 용왕
- 김영선 - 단추
- 이선호 - 가희
- 김일 - 세자
- 박상일  - 화주승

## 기타
- 제작보: 이지연
- 제작보: 강민우
- 애니메이션 감독: 김관선, 정현철, 윤주성
- 디지털 합성 수퍼바이저: 이정민
- CG 합성 효과 감독: 신윤도
- 배경 칼라 컨셉: 이재호
- 스토리보드: 송신영
- 디지털 합성 수퍼바이저: 강정옥
- 배경 칼라 컨셉: 이종용
- 스토리보드: 박시옥, 김병갑, 이성찬, 정수용, 백승균
- 녹음 스튜디오: 리드 사운드(LEAD SOUND)
- 녹음 연출: 박덕수

## 같이 보기
- 한국 영화